# Надаш, Эдён
Эдён На́даш  (венг. Nádas Ödön, 30 августа 1889 или 12 сентября 1891, Капошвар — 26 февраля 1960, Будапешт) — венгерский футболист, игравший за клубы «Будапешт» и «33». По завершении игровой карьеры — тренер. Руководил сборной Венгрии на чемпионате мира 1934 года.

## Игровая карьера
Играл за футбольные клубы «Будапешт» и «33».

## Тренерская карьера
После завершения карьеры карьеры стал главным инженером Венгерских железных дорог, а также работал в местной команде «Ференцварош Васутас». С 1930 по 1931 год занимал должность генерального секретаря Будапештской футбольной ассоциации. В 1932 году возглавил тренерский штаб сборной Венгрии. Подвергался критике со стороны некоторых венгерских специалистов, которые призывали к сокращению полномочий Надаша из-за того, что тот не терпел вмешательства в свою работу со стороны клубов, впрочем Венгерская футбольная федерация встала на сторону тренера.
Возглавлял венгерскую команду на чемпионате мира 1934 года, где руководил командой в двух матчах. В игре 1/8 финала венгры прошли Египет со счётом 4:2, но в 1/4 финала уступили Австрии со счётом 2:1. После чемпионата мира покинул сборную. Под руководством Надаша сборная одержала 7 побед, сыграла 3 ничейных матча и потерпела 7 поражений в 17 матчах. После завершения работы в сборной вернулся на работу в Будапештскую футбольную ассоциацию и в течение 6 лет на протяжении 1937—1939 и 1945—1949 годов занимал должность её президента.
Скончался 26 февраля 1970 года на 71-м году жизни.

## Примітки
1. 1 2 3 4  https://www.magyarfutball.hu/hu/szemelyek/adatlap/18/nadas_odon
2. 1 2  Nádas Ödön (венг.). Magyarfutball.hu. Дата обращения: 4 мая 2024. Архивировано 6 октября 2022 года.
3. 1 2  Népsport: Nádas Ödön átvészelte a profik támadását (венг.). Nemzeti Sport (9 февраля 2024). Дата обращения: 4 мая 2024. Архивировано 4 марта 2024 года.
4. 1 2  Dénes András. 95 éves a BLSZ 1926-2021 (венг.). — Будапешт, 2021. Архивировано 11 марта 2024 года.
5. ↑  Hungary 4 - 2 Egypt (англ.). ФИФА. Дата обращения: 4 мая 2024. Архивировано из оригинала 25 сентября 2021 года.
6. ↑  Austria 2 - 1 Hungary (англ.). ФИФА. Дата обращения: 4 мая 2024. Архивировано из оригинала 23 января 2022 года.
7. ↑  Nádas Ödön Lajos - national football team manager (англ.). eu-football.info. Дата обращения: 4 мая 2024. Архивировано 9 июля 2020 года.